# Ирек (Тюменская область)
Ирек (тат. Арткавыл) — деревня в Тобольском районе Тюменской области, входит в состав сельского поселения Байкаловское.
Находится на берегу реки Бехтеревка.
«Ирек» - слово тюркского происхождения, в переводе означает «свобода, воля, приволье, раздолье». 
В деревне построена новая мечеть (сохранилось здание старой деревянной Нижне-Бехтеринской мечети, 1898 года).

## Население
| 2010 |
| ---- |
| 130  |